# Rainer-Maria Fritsch
Rainer-Maria Fritsch (* 27. Juli 1956 in Berlin) ist ein deutscher politischer Beamter (Die Linke). Er war von 2009 bis 2011 Staatssekretär in der Berliner Senatsverwaltung für Integration, Arbeit und Soziales.

## Leben und Beruf
Nach dem 1976 in Berlin abgelegten Abitur studierte Fritsch ab 1977 Sozialarbeit/Sozialpädagogik an der Evangelischen Fachhochschule Berlin. 1980 schloss er sein Studium ab und absolvierte ein Berufspraktikum beim Sozialamt und Jugendamt des Berliner Bezirks Wedding, wo er ab 1981 eine Tätigkeit als Sozialarbeiter im Jugendamt aufnahm. 1992 wechselte er als Leiter Sozialpädagogische Dienste nach Berlin-Lichtenberg und stieg dort 1996 zum Leiter der Verwaltung des Jugendamtes auf. Diese Position behielt er auch im Jugendamt des fusionierten Bezirks Lichtenberg. Ab 2008 übernahm er politische Ämter als Bezirksstadtrat und später Staatssekretär.
Rainer-Maria Fritsch ist Vater zweier erwachsener Töchter.

## Politik
Fritsch ist Mitglied der Partei Die Linke. 
Vom 24. Januar 2008 bis November 2009 war er Stadtrat für Jugend und Finanzen in Berlin-Mitte. Er trat die Nachfolge von Jens-Peter Heuer an, der als Staatssekretär in die Senatsverwaltung für Wirtschaft, Technologie und Frauen gewechselt war.
Ab dem 17. November 2009 war Fritsch Staatssekretär für Soziales in der von Carola Bluhm geführten Senatsverwaltung für Integration, Arbeit und Soziales. Fritsch trat hier die Nachfolge von Petra Leuschner an, die gemeinsam mit Bluhms Amtsvorgängerin Heidi Knake-Werner aus dem Amt geschieden war.
Bei der Abgeordnetenhauswahl 2011 war Fritsch Kandidat seiner Partei für das Direktmandat im Wahlkreis Mitte 3 und erzielt dort 5,3 Prozent der Erststimmen. Nach dem auf die Wahl folgenden Regierungswechsel schied er am 6. Dezember 2011 aus dem Amt als Staatssekretär und wurde in den einstweiligen Ruhestand versetzt.